# Памятник Ламберту Штейнвиху

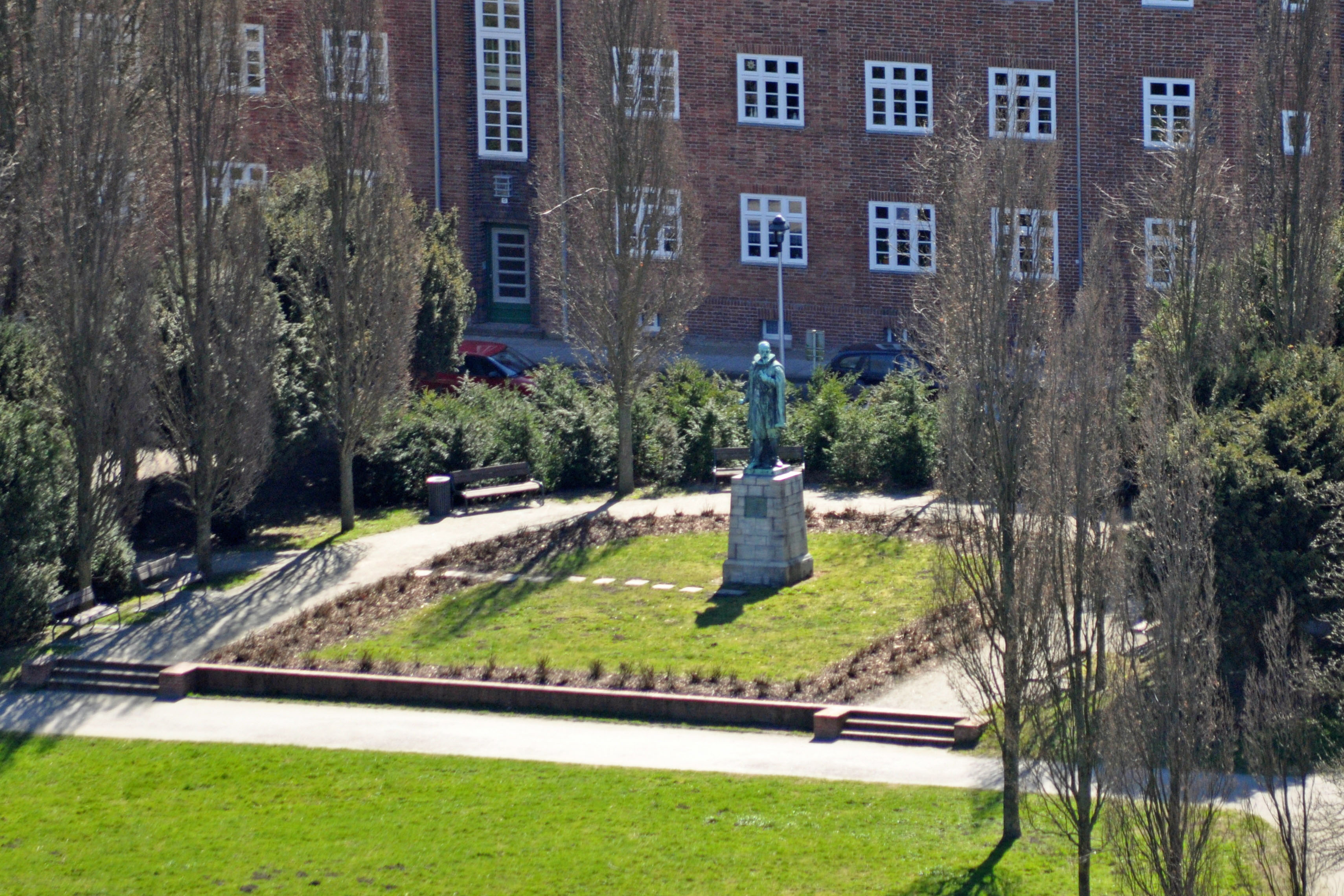
Общий вид памятника

Памятник Ламберту Штейнвиху (нем. Lambert-Steinwich-Denkmal — бронзовый монумент, установленный в честь Ламберта Штейнвиха, бургомистра ганзейского города Штральзунд (1616—1629) за успешную защиту города во время Тридцатилетней войны и осады в 1628 году герцогом Альбрехтом фон Валленштейном.
Памятник был установлен 25 июля 1904 года.

## Описание
Памятник, изображающий стоящую на каменном постаменте статую бургомистра Ламберта Штейнвича, был создан Вильгельмом Якоби .
К основанию прикреплена мемориальная доска со следующей надписью:
«МЭР
ЛАМБЕРТ ШТЕЙНВИЧ
ПОМНИМ
СЛАВНУЮ ЗАЩИТУ
ШТРАЛЬЗУНДА
ОТ ВАЛЛЕШТЕЙНА
В
1628 ГОДУ»
В 1938 году был перенесен на новое место в так называемом «Мэрском квартале» на ул. Франкентайхе.